# Bílá oblaka
Bílá oblaka je československý černobílý film z roku 1962. Natočil jej jako svůj čtvrtý snímek režisér Ladislav Helge podle námětu a scénáře Juraje Špitzera. Jde o dramatickou baladu z období potlačeného Slovenského národního povstání, kdy partyzáni ustupují do hor. Ústřední dvojici třináctileté Zuzky a partyzána Petera, hledající svoji cestu k úniku, ztvárnili Viera Vajsová a Ivan Mistrík, jehož už Helge obsadil i do svého předchozího filmu Jarní povětří.

## Děj
Na podzim 1944 je Slovenské národní povstání rozprášené a povstalečtí bojovníci ustupují výše do hor, kde jsou odhodlaní pokračovat v odboji. Sovětský oddíl vedený Kozačukem prochází osadou, kterou drží slovenští partyzáni pod vedením Repty, a zanechá jim tam tam třináctiletou dívenku Zuzku, jež ztratila domov. S ní se seznámí jeden z partyzánů Peter. Zanedlouho udeří němečtí vojáci také na Reptovu osadu a oddíl se musí v rychlosti stáhnout. Na místě zanechá několik Petera s několika muži, aby kryli ústup. Peter jako jediný obranu osady přežije, těžce zraněný. Zuzka, na kterou všichni v zápalu boje zapomněli, jej najde a ukryje. Když se trochu zotaví, aby mohl chodit, vydají se spolu do hor vyhledat zbytek jednotky. Prožívají různé nástrahy a s pomocí místních venkovanů přežívají a dál pátrají. Až konečně Peter objeví Reptovy bojovníky a zúčastní se s nimi přepadu německého transportu, Zuzka ponechaná v seníku se zalekne a vyběhne ven, kde je zastřelena. Po boji Peter najde a odnáší její mrtvé tělo.

## Postavy a obsazení
Hlavní postavy ve filmu ztvárnili:
| Ivan Mistrík    | Peter, partyzán                    |
| Věra Vajsová    | Zuzka                              |
| Milka Došeková  | Jolanka, vesnická žena             |
| Dušan Blaškovič | Repta, slovenský velitel partyzánů |
| Vlado Müller    | Kozačuk, ruský velitel partyzánů   |

Dále hráli: Ondrej Jariabek, Václav Lohniský, Štefan Adamec, Julius Vašek, Frýda Bachletová, Josef Sorok, Bohuslav Drozd, Juraj Halama, Jaroslav Veškrna a jiní. Komentář četl Ladislav Chudík.

## Výroba a uvedení
Film natočilo Filmové studio Barrandov na Slovensku s převážně slovenským hereckým obsazením, vyrobila jej tvůrčí skupina Bohumil Šmída – Ladislav Fikar.
Ústřední půjčovna filmů snímek uvedla do kin premiérou 26. října 1962.